# ستيف ويتنغهام
ستيف ويتنغهام (بالإنجليزية: Steve Whittingham)‏ (4 فبراير 1962 في المملكة المتحدة - ) هو لاعب كرة قدم بريطاني في مركز الهجوم. لعب مع نادي ترانمير روفرز لكرة القدم.